# Дом Аэрофлота (Новосибирск)
Дом Аэрофлота — пятиэтажное здание в стиле конструктивизма, расположенное в Центральном районе Новосибирска на углу Красного проспекта и Ядринцевской улицы. Построен в начале 1930-х годов. Памятник архитектуры регионального значения.

## Описание
Архитектор и точная дата строительства Дома Аэрофлота неизвестны.
Здание было построено в 1930-х годах и предназначалось для размещения административных и служебных органов Аэрофлота.
Главный западный фасад обращён к Красному проспекту, южная торцовая часть выходит на Ядринцевскую улицу. С севера к дому примыкает выполненная в стилистике соседнего здания декоративная колоннада.
Пятиэтажное здание фронтально-симметричной композиции имеет прямоугольную форму плана. Полная симметрия здания нарушается только расположенным в юго-западном углу входом, который подчёркивают высокое крыльцо и «западающий» угол.
Два верхних этажа в отличие от других имеют пониженную высотность.
Угловые балконы визуально закрепляют углы, создавая точный вертикальный ритм ярусов.
Главный фасад венчает высокий аттик, его центр украшает барельеф — эмблема «Аэрофлота». По бокам барельефа расположены круглые слуховые окна.
Между окнами пятого и четвёртого этажей находится объемная надпись «Аэрофлот».
Фасады здания окрашены светло-голубой краской.

## Галерея

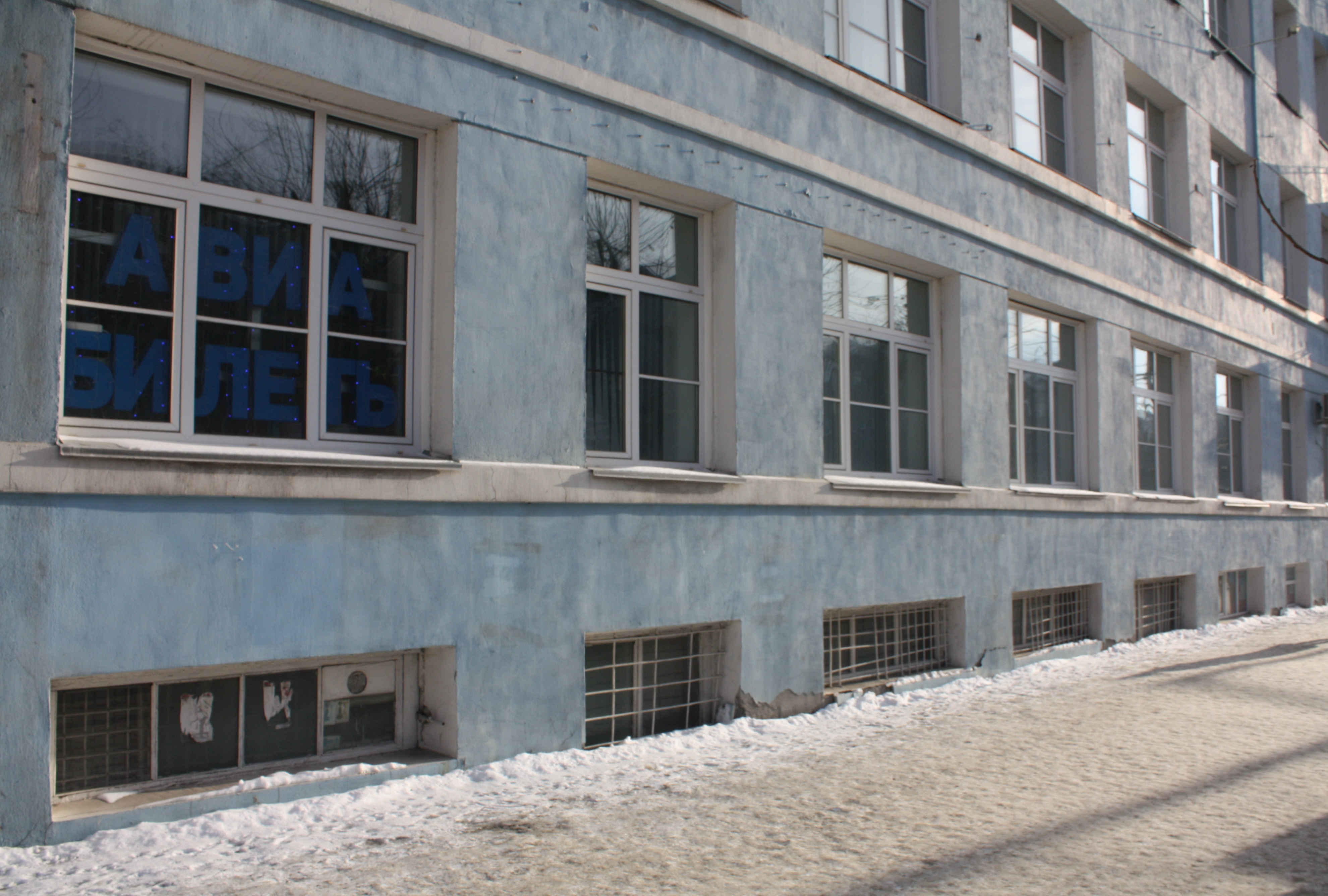
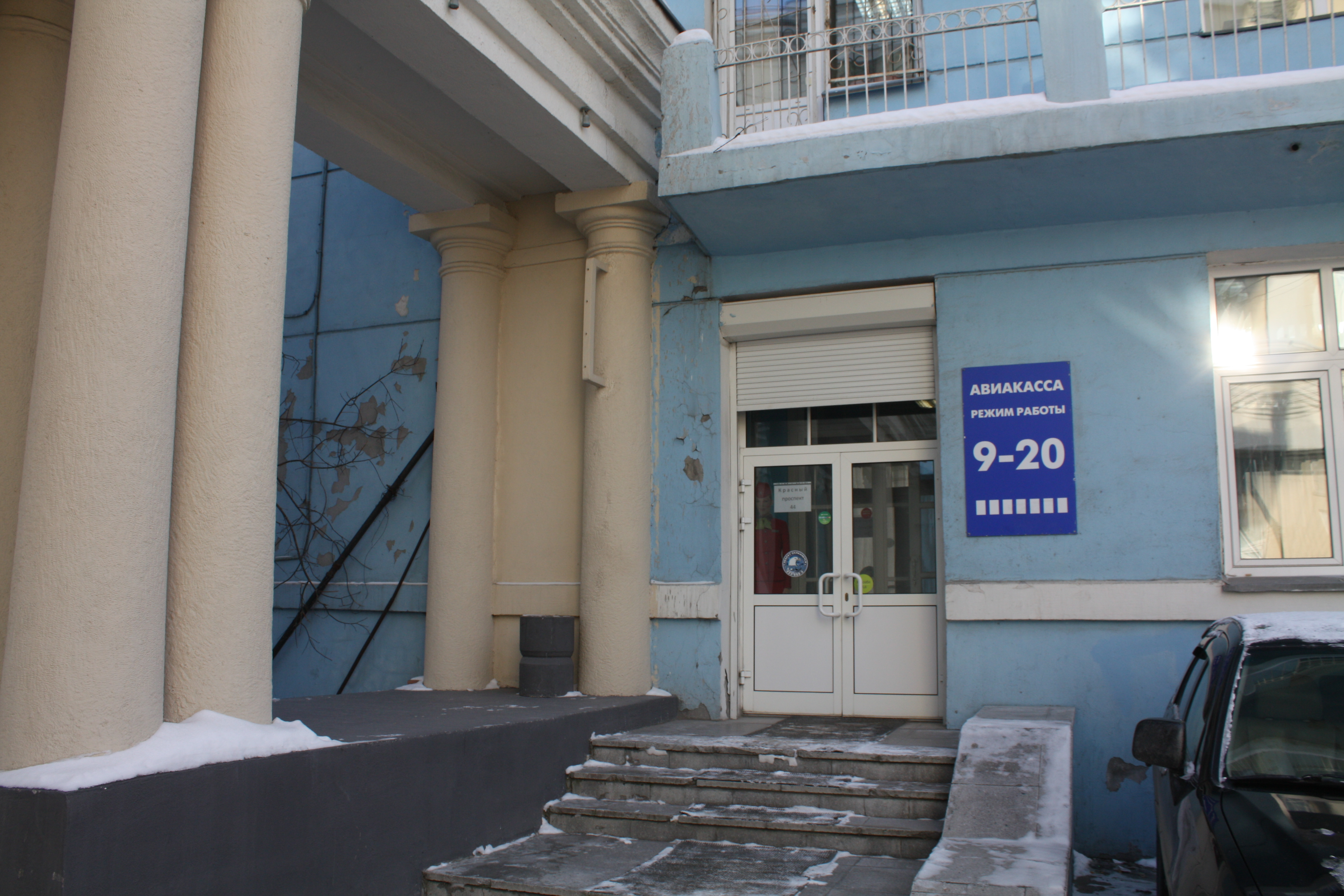